# Tunelul Lacu Roșu
Tunelul Lacu Roșu este un tunel rutier situat în Județul Neamț, România, pe drumul național 12C, între localitățile Lacu Roșu și Bicazu Ardelean. Inaugurat în anul 2005, el a înlocuit vechiul tunel rutier construit în 1918, depășit din punct de vedere moral și constructiv. Proprietarul și administratorul tunelului Lacu Roșu este Direcția Regională de Drumuri și Poduri Brașov a CNAIR, prin Secția de Drumuri Naționale Miercurea-Ciuc.

## Date tehnice
Tunelul Lacu Roșu este poziționat pe malul drept al râului Bicaz, în zona Cheile Bicazului din rezervația naturală Cheile Bicazului și Lacul Roșu, între kilometrii rutieri 29+255 și 29+410 ai DN12C. Tunelul are o lungime de 155 m, o lățime a părții carosabile de 7,80 m și o înălțime la cheia de boltă de 6,80 m. În interior, drumul național DN12C este compus din două benzi de circulație, câte una pentru fiecare sens, și permite accesul autovehiculelor fără restricție de gabarit.
La ambele intrări au fost executate ziduri de sprijin din beton C 12/15 monolit. Pentru realizarea acestora, din cauza instabilității grohotișului, profilul inițial al terenului natural a fost modificat pe o înălțime de 10-15 m, panta fiind îndulcită la aproximativ 1:1. Zidul de sprijin dinspre portalul vestic are o lungime de 35 m, iar cel dinspre portalul estic 90 m. Portalurile și căptușeala interioară sunt executate din beton armat C 12/15, iar hidroizolația intermediară cu membrană din polietilenă de înaltă densitate tip CARBOFOL.
Inelele tunelului au fost realizate folosindu-se Noua metodă austriacă, Metoda Belgiană, dar și metode miniere clasice.

## Tunelul vechi

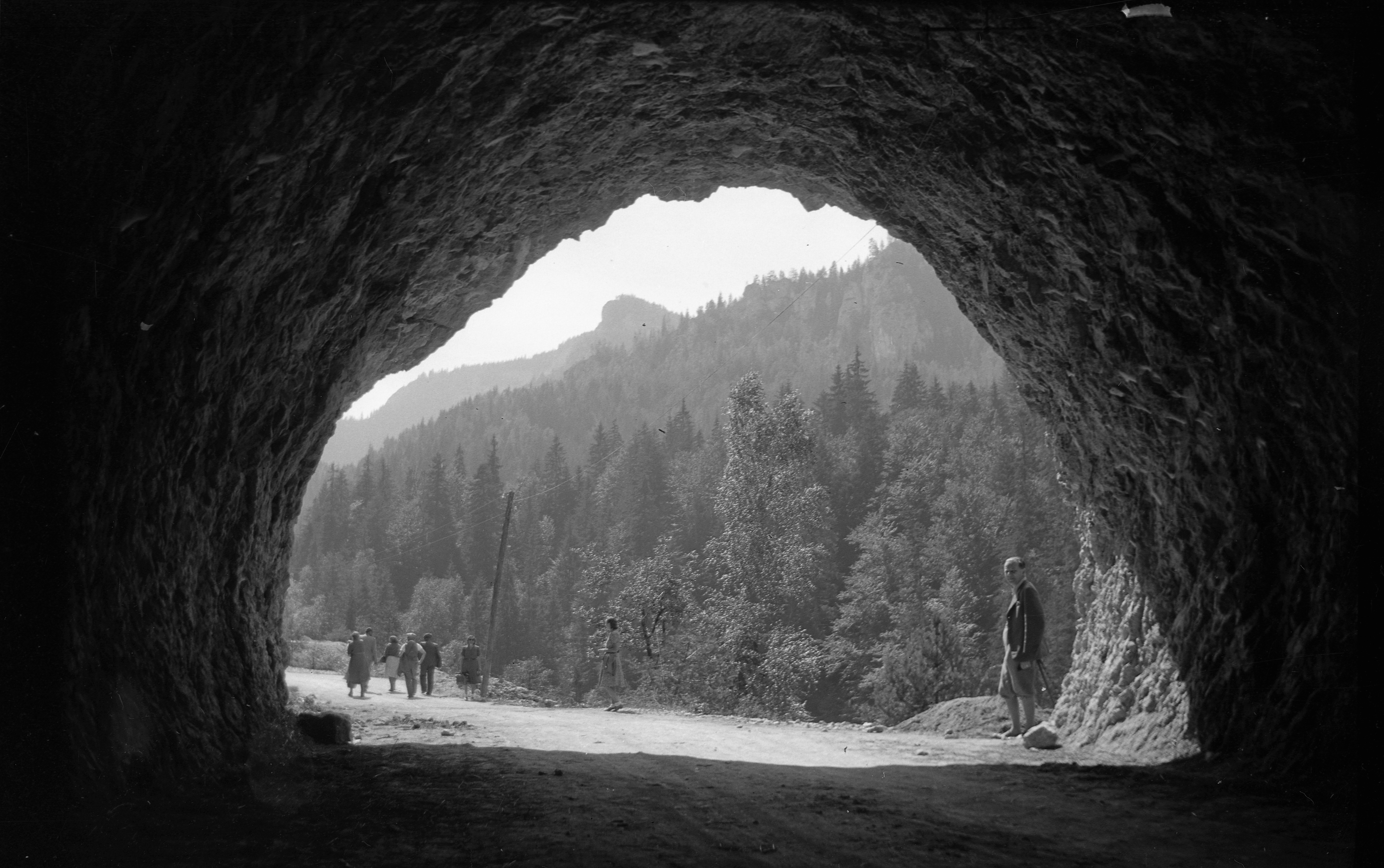
Vechiul tunel rutier de la Lacu Roșu în 1941.

În anul 1918, pe acest drum a fost construit un tunel de 68 de metri lungime, din care 58 m în aliniament începând de la intrare, iar restul într-o curbă cu raza de 20 m spre ieșire, situație care obtura vizibilitatea circulației. Tunelul a fost străpuns prin lărgirea unui gol de origine carstică existent în masivul muntos și a fost realizat fără căptușeală. Dimensiunile de gabarit erau și ele unele reduse, o lățime de 5,70 m a platformei drumului și o înălțime de 4.10 m în ax, permițând înscrierea unei singure benzi de circulație. Mai mult, roca în care a fost executat acest prim tunel era marcată de fisuri și alte fenomene carstice care permiteau infiltrarea apelor și sporeau la riscul de prăbușire a unor elemente stâncoase din boltă. 
Ținând cont de situația nesatisfăcătoare și odată cu sporirea traficului rutier, Institutul de Proiectări IPTANA a primit, în 1968, sarcina de a întocmi un studiu tehnico-economic de reconstrucție la gabarit de circulație auto a tunelului prin deplasarea axului DN12C cu circa șase metri spre amonte. Însă studiul geotehnic finalizat de IPTANA la 30 aprilie 1970 constata o situație nefavorabilă în masivul în care fusese săpat tunelul, cu dislocări puternice de rocă și existența unui plan de separație spre mijlocul tunelului.

## Execuția noului tunel

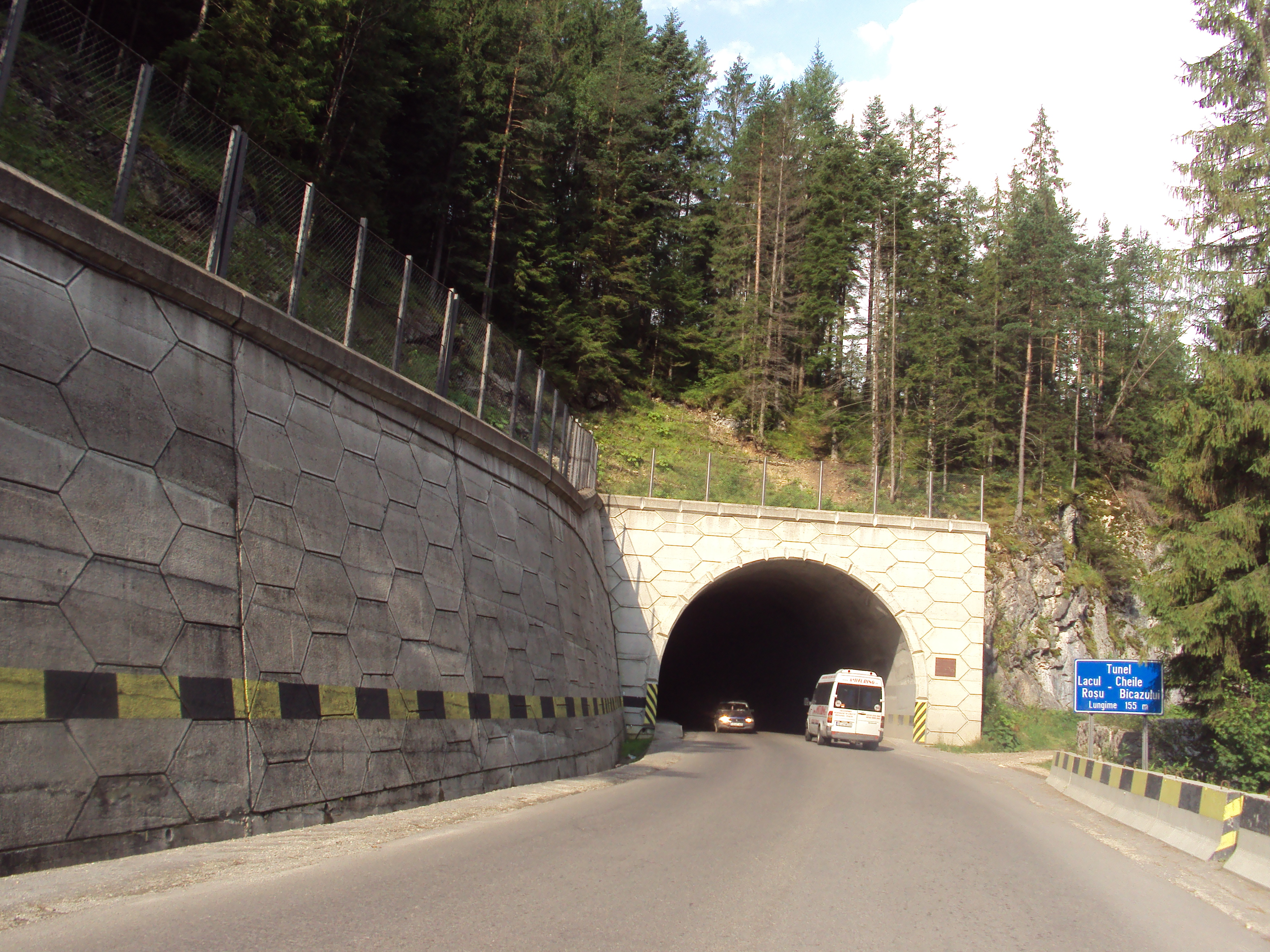
Portalul de est al noului tunel Lacu Roșu în iunie 2009.

Deși concluziile din studiul întocmit de IPTANA trăgeau un semnal de alarmă, primii pași reali pentru rezolvarea situației au fost făcuți abia după 1989. Prin adresa nr. 64/54 col. 1990 a Direcției Regionale de Drumuri și Poduri Brașov se propunea ca traseul DN12C să fie mutat pe un aliniament nou, prin abandonarea tunelului vechi și execuția de la zero a unui alt tunel. Avantajele acestei idei erau că ar fi îndepărtat platforma drumului de valea cu versanți abrupți și adânci din aval și ar fi menținut deschisă circulația pe DN12C pe toată perioada execuției noului tunel, aceasta efectuându-se în continuare prin tunelul vechi. Pornind de la această adresă și analizând mai multe variante de traseu, institutul IPTANA a propus deplasarea spre amonte a axului drumului național cu maximum 45 m, variantă care a fost acceptată de Compania Națională de Autostrăzi și Drumuri Naționale, administratorul DN12C. 
În anul 1991, CNADNR a încheiat cu societatea SC Tunele SA Brașov contractul de „Consolidare tunel Lacu Roșu. Asigurare gabarit pe DN12C Gheorghieni–Bicaz, km.29+255–29+410”, în valoare de 7.304.633,10 lei. Proiectantul lucrării era Institutul de Studii și Proiectări Căi Ferate – Colectivul Tunele, iar proiectul prevedea realizarea unui tunel nou, construit la gabarit de circulație și care să asigurare vizibilitatea prin evitarea curbelor cu raza mai mică de 50 m. Drept consultant al lucrării a fost selectată firma SC BETA-COPS SRL București.
Execuția noului tunel Lacu Roșu a fost una complexă din punct de vedere constructiv, deoarece el a fost forat în calcare care pot crea probleme de stabilitate, iar zidurile de sprijin din zona celor două portaluri au fost înălțate în grohotișuri care acoperă roca de bază. De asemenea, lucrările au fost sistate în câteva rânduri din cauza finanțării insuficiente, banii provenind în totalitate de la bugetul statului.
Investiția a fost finalizată în anul 2005 și inaugurată în luna mai a aceluiași an. Platforma drumului în tunel are lățimea de 7,80 m și permite circulația autovehiculelor concomitent în ambele sensuri, pe două benzi rutiere. De asemenea, tunelul este dotat cu două trotuare înguste și cu nișe de adăpost. În plus, traseul și sistemul rutier au fost reamenajate inclusiv în zonele adiacente, întreaga lucrare a fost marcată și semnalizată și a fost refăcut cadrul natural.
Odată cu inaugurarea noului tunel, Compania de Drumuri a închis definitiv circulația auto prin vechiul tunel construit în 1918.